# 1576 в Україні

## Пам'ятні дати та ювілеї
- 550 років з часу укладення між князями Ярославом Мудрим та Мстислава Хороброго угоди, за якою Мстислав отримав у правління лівобережжя Дніпра. Княжим містом Мстислава був Чернігів у 1026 році.
- 500 років з часу зведення на київський престол князя Всеволода Ярославича після смерті його брата Святослава Ярославича у 1076 році.
- 500 років з часу створення «Ізборника» для князя Святослава Ярославича у 1076 році.
- 350 років з часу міжусобної війни між князями Олегом Курським та Михайлом Всеволодовичем за Чернігів, яку виграв останній у 1226 році.
- 200 років з часу захоплення Любартом Гедиміновичем галицького князівського престолу у 1376 році.
- 175 років з часу підпорядковання Київській митрополії Галицької у 1401 році.
- 50 років з часу загарбання західної частини Закарпаття австрійськими Габсбургами, а східної — Трансильванським князівством у 1526 році.

### Видатних особистостей

#### Народились
- 500 років з дня народження (1076 рік):
  - Мстислав I Володимирович (Великий) — Великий князь Київський; син Володимира II Мономаха та Ґіти — дочки англійського короля Гарольда II, останній князь, що утримував єдність Київської держави.
- 50 років з дня народження (1526 рік):
  - Костянтин Василь Острозький — воєнний, політичний і культурний діяч Великого Князівства Литовського, воєвода Київський, маршалок Волинський, засновник Острозької академії, видавець Острозької Біблії; син гетьмана Костянтина Острозького.

#### Померли
- 500 років з часу смерті (1076 рік):
  - київського князя Святослава Ярославича (Святослава II) — князя чернігівського (1054—1073 рр.), великий князь київський (1073-76 рр.); син Ярослава Мудрого. 942 роки тому, в 49 років (нар. 1027 р.).

## Особи

### Народились
- 20 вересня — Анджей Тенчинський — каштелян Віслиці у 1603 році, каштелян белзський у 1612—1613 роках, староста стрийський[1] (помер у 1613 році);
- Вацлав Лещинський — державний діяч Речі Посполитої, каліський каштелян (1616–1618) і воєвода (1618–1620), генеральний староста великопольський (1628). Староста берестейський, варецький, гродецький і кам'янецький (помер у 1628 році);
- Миколай Станіслав Оборський — церковний діяч Речі Посполитої, священик-єзуїт, ректор Львівської єзуїтської колегії 1635—1638 (помер у 1646 році);
- Адам Єронім Сенявський — польський шляхтич, військовий та державний діяч Речі Посполитої. Підчаший коронний, староста яворівський. Представник спольщеного українського шляхетського роду Сенявських гербу Леліва (помер у 1616 або 1619 році);

### Померли
- 19 серпня — Богуш Корецький — князь, урядник і державний діяч Королівства Польського, Речі Посполитої. Організатор оборони південних рубежів Королівства Польського, Речі Посполитої (фактично, Русі) від нападів кримських татар.
- Богдан Ружинський — низовий запорозький гетьман (1575—1576).
- Іван Лопатка Осталовський — руський православний церковний діяч, єпископ Галицький, Львівський і Кам'янець-Подільський у 1569—1576 роках.
- Беата Острозька — позашлюбна донька польського короля Сиґізмунда I Старого, дружина князя Іллі Острозького, мати Гальшки Острозької.
- Костянтин Єло-Малинський — війт Луцька у 1573—1574 роках.

## Засновані, створені
- засновані:
  - Золотоноша,
  - Велятин,
  - Красилівка (Тисменицький район);
- створено Острозької школи — першого навчального закладу університетського рівня на території України.